# Lê Xuân Trinh
Lê Xuân Trinh (1 tháng 5 năm 1933 - 4 tháng 8 năm 2022) là nhà quản lý kinh tế, Đảng viên Đảng Cộng sản Việt Nam, Bộ trưởng Chủ nhiệm Văn phòng Chính phủ Việt Nam.

## Quá trình công tác
Ông từng giữ các chức vụ Thứ trưởng Bộ Nội thương và Phó Chủ nhiệm Ủy ban Kế hoạch Nhà nước (1989 – 1992).
Sau khi được bầu là Ủy viên Ban chấp hành Trung ương Đảng khóa 7, ông đã được cử làm Bộ trưởng, Chủ nhiệm Văn phòng Chính phủ từ 1992 – 6/11/1996 (được thay bởi Lại Văn Cử) trong Chính phủ nhiệm kỳ Quốc hội khoá IX (1992 – 1996).
Ông qua đời ngày 3 tháng 8 năm 2022 tại Hà Nội, hưởng thọ 89 tuổi.